# Polònia (programa)
|  | Aquest article tracta sobre el programa de televisió. Vegeu-ne altres significats a «Polònia». |

Polònia és un programa còmic de Televisió de Catalunya produït des del febrer de 2006. Es que fa una paròdia de política tant nacional com internacional, amb interpretacions fetes per un equip d'imitadors dirigit per Toni Soler. El programa fou guardonat amb el premi Ondas 2007 en la categoria de millor programa de televisió local i és un dels programes de més audiència de Televisió de Catalunya. S'han realitzat més de 500 capítols fins al gener de 2019.
Polònia va néixer a partir del programa radiofònic d'humor Minoria absoluta que s'emetia a l'emissora RAC 1 i on es feien paròdies polítiques, entrevistes i es parlava d'altres temes d'interès sociopolític.

## Història
El títol és una referència irònica al malnom "polaco" en la llengua castellana amb al·lusió al poble català. És fa també al·lusió a la relació entre Catalunya i la resta d'Espanya. El malnom "polacos", per a persones que parlen entre ells una llengua difícil de comprendre, es va probablement començar com un sobrenom entre soldats i legions al front d'Ebre durant la guerra civil d'Espanya. La relació entre la regió i el país va ser reforçat quan la Catalunya fou ocupada per les forces de Franco a l'inici de 1939 i la Polònia envaïda per l'Alemanya nazi sis mesos més tard. Una altra teoria ve donada per les constants invasions històriques per part d'Àustria, Prússia i Rússia de Polònia, arribant a dividir-se, tal com Catalunya també ha estat dividida, al llarg de la història, per Espanya i França
El programa germà Crackòvia fa referència a la segona ciutat més gran de Polònia.

### Minoria absoluta
L'embrió de Polònia va ser el programa radiofònic de sàtira política Minoria absoluta, emès per la cadena catalana RAC 1. A començaments de 2004, amb el mateix títol, l'equip del programa radiofònic va estrenar la versió televisiva a City TV, canal local de Barcelona del Grupo Godó. El programa es va mantenir en pantalla quatre mesos, ja que per a la temporada 2004-2005 Toni Soler, Queco Novell, Manel Lucas i la resta d'actors van fer el salt a la televisió estatal, fitxant pel programa Las cerezas de La 1, on van realitzar un petit espai de paròdies polítiques anomenat «El microondas».
Després del comiat de Las cerezas, l'equip de Minoria absoluta es va incorporar a Antena 3 per realitzar Mire usté, un programa basat íntegrament en els esquetxos i paròdies polítiques. El programa va s'estrenar el 9 d'octubre de 2005 i va ser retirat el 4 de desembre, després d'una pèrdua progressiva d'audiència.

### Inici (2006)
Poques setmanes després, Televisió de Catalunya anunciava el fitxatge de Toni Soler i el seu equip per realitzar un nou programa de sàtira política basat en l'anterior Mire usté, però afegint-hi un gran nombre de personatges, principalment polítics catalans. El 16 de febrer de 2006 es va estrenar Polònia amb gran èxit d'audiència, reunint 1.025.000 espectadors de mitjana i una quota de pantalla del 34,4%. Estava produït inicialment per CanCuca i Veranda Media. Els vint programes de la primera temporada van tenir una audiència mitjana de 728.000 espectadors i 25,5% de quota, i es van situar setmanalment entre els programes més vistos a Catalunya.
En aquella primera temporada, els polítics més imitats van ser els membres del tripartit (Pasqual Maragall, José Montilla, Josep-Lluís Carod-Rovira, Joan Saura), Artur Mas com a cap de l'oposició, líders dels partits parlamentaris com Josep Piqué i Albert Rivera, així com dirigents de la política espanyola com José Luís Rodríguez Zapatero, Mariano Rajoy i Esperanza Aguirre. També van imitar el papa Benet XVI, els membres de la Casa Reial espanyola i altres personatges públics com el cuiner Ferran Adrià o el cantautor Lluís Llach.

### Consolidació i continuïtat
En la seva segona temporada (2006-2007) es va consolidar com un dels programes de televisió més vistos a Catalunya. L'edició més vista va ser la del 29 de març de 2007, amb una mitjana de 977.000 espectadors i una quota del 30,6%. A partir de 2006 a Polònia es va estrenar una versió del Telenotícies amb el títol de Polonews i amb "Mateu Prados" (imitació de Matías Prats, presentador d'actualitat a Antena 3) com a presentador. L'abril de 2007 es va publicar El llibre mediàtic de Polònia, que es va convertir en el llibre més venut de la diada de Sant Jordi d'aquell any, confirmant l'èxit del programa entre el públic. Per a la temporada 2007-2008, Carlos Latre i Mireia Portas es van incorporar al ventall d'actors del programa, que a més va estrenar un nou plató. A finals de 2007 el programa confirma el seu èxit amb alguns dels guardons més prestigiosos de la televisió a Espanya, com el premis de l'Acadèmia de la Televisió o el premi Ondas al millor programa de televisió local. Al voltant de 2007 el material interactiu es va estendre a la pàgina web oficial a tv3.cat i el programa es va propagar per a YouTube.
Durant les primeres temporades el programa va donar també un ampli espai a l'humor sobre personatges de televisió, el món de l'entreteniment i altres àrees fora de l'actualitat política catalana. Elements recurrents dels anys 2006 i 2007 van ser sobre Ferran Adrià, Francisco Franco i reunions entre imitadors i les persones imitades als esquetxos una mica improvisats.
També en general la producció de Polònia ha presentat durant els anys una gran quantitat de situacions on va trencar la quarta paret, barrejant la ficció amb actors parlant directament a la càmera. Durant el 2006 quasi tots els capítols van contenir una escena on la persona imitada va aparèixer al programa. Quan la ciutat de Barcelona el 2006 tenia un nou alcalde, el mateix Jordi Hereu va "aparèixer" a l'estudi perquè l'equip de Polònia pogués trobar com produir la seva imitació vinent.
La quarta temporada es va iniciar el setembre de 2008 amb la marxa de Bruno Oro, de manera que la interpretació dels seus personatges més característics, com Artur Mas o María Teresa Fernández de la Vega, va ser assumida per altres actors del programa. El 2009 va tornar Bruno Oro, interpretant nous personatges com Antoni Castells o el "retorn polític" d'Ángel Acebes

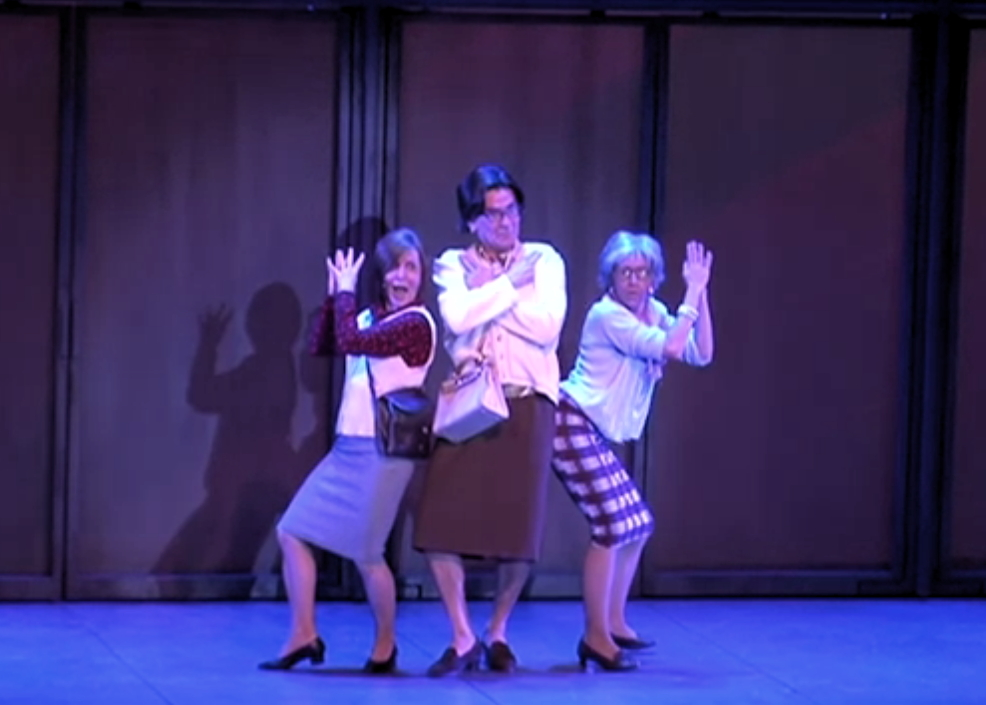
El 2014 es va produir una versió musical de Polònia. A aquesta foto es presenten Mireia Portas ("Carme Forcadell"), Queco Novell ("Josep Maria Vila d'Abadal") i Anna Bertran ("Muriel Casals") – "Les Catalines".

### Crackòvia, musical i aniversari
A la temporada 2006-2007, TV3 va crear una versió esportiva titulada Barçòvia i que el setembre de 2008 esdevindria el Crackòvia. El contingut del programa ha sigut concentrat voltant FC Barcelona (el club d'esport favorit per la majoria dels catalans) i la seva rivalitat amb Reial Madrid.
A més, el programa Polònia ha tingut dues adaptacions teatrals, La família irreal (2012) i Polònia, el musical (2014). El musical va s'estrenar també en 2015, en el Teatre Poliorama a Barcelona.
El 2016 Polònia va celebrar els deu anys amb una acte amb els actors i els polítics imitats. També es va emetre el documental Desmuntant Polònia. En relació amb la celebració es va publicar un resum de nombres i xifres durant els primers deu anys del programa:
- 228 hores de producció
- 4.850 esquetxos
- 550 persones imitades
- 58 actors
- 180 números musicals
- 136 actuacions de les mateixos persones imitades

| Juan Carlos, imitat per Toni Albà. |  | Juan Carlos, imitat per Toni Albà. |
| Juan Carlos, imitat per Toni Albà. |  |                                    |

| Tomàs Molina, imitat per David Olivares. |  | Tomàs Molina, imitat per David Olivares. |
| Tomàs Molina, imitat per David Olivares. |  |                                          |

| Soraya Sáenz de Santamaría, imitada per Agnès Busquets. |  | Soraya Sáenz de Santamaría, imitada per Agnès Busquets. |
| Soraya Sáenz de Santamaría, imitada per Agnès Busquets. |  |                                                         |

| Carles Puigdemont, imitat per Queco Novell. |  | Carles Puigdemont, imitat per Queco Novell. |
| Carles Puigdemont, imitat per Queco Novell. |  |                                             |

### "Els 4 del Rushmore Català"
Durant l'hivern i la primavera de 2017 es va estrenar "Els 4 del Rushmore Catalá" en 14 capítols subsegüents. L'actuació es va presentar 14 diverses personalitats de la història catalana, de Ermessenda de Carcassona i Cristòfor Colom i fins noms moderns com Salvador Dalí i Pau Casals.
Els 14 noms van funcionar com candidats per a l'elecció del quartet de figures d'un equivalent de Monument Commemoratiu Nacional de Mont Rushmore. En el programa, el nombre de 4 va ser gràficament subratllat amb quatre línies vermelles i una senyera. Els bustos fictius havien de ser picats al Montserrat. Aquests 11 homes i 3 dones es van tots i totes presentar per a Marc Rodríguez:
1. Mercè Rodoreda
2. Salvador Dalí
3. Pau Casals
4. Pompeu Fabra
5. Josep Pla
6. Ermessenda de Carcassona
7. Xavier Cugat
8. Margarida Xirgu
9. Cristòfor Colom
10. Antoni Gaudí
11. Joan Gamper
12. Josep Tarradellas
13. Timbaler del Bruc
14. Serrallonga

El 22 de juny es va presentar el resultat d'uns "eleccions" entre els espectadors del programa a través de la xarxa de Twitter, amb l'objectiu de triar les quatre persones a "picar". Finalment les persones seleccionades van ser Antoni Gaudí, el Timbaler de Bruc, Mercè Rodoreda i Ermessenda de Carcassona.

### Les tretzena i catorzena temporades
La tretzena temporada es va coincidir amb una fase molt dramàtica de la història de Catalunya, i es van marcar al programa. El capítol de 26 octubre es va estrenar el dia abans de la declaració de la república independent de Catalunya, i aquesta setmana Polònia va tenir 952.000 espectadors (la millor quota des de 2010).
Prèviament aquesta tardor Josep Lluís Trapero (imitador: Pep Plaza) es va presentar al programa, després del seu paper central als Atemptats de Catalunya de 2017. La seva carrera com persona al programa no va ser duradora, després que "En Trapero" va ser acomiadat pel seu paper al referèndum de l'1 d'octubre.
El capítol 458 de Polònia es va estrenar el 30 de novembre. Com una dedicació a la Dia internacional per a l'eliminació de la violència contra les dones, cinc dies abans, praticament tots els esquetxos del capítol va contenir únicament actrius, un fet que no es va notar a la producció que fins al monòleg final (presentat en comú de les actrius Agnès Busquets, Lara Diéz, Judit Martín i Mireia Portas – com respectivament Soraya Sáenz de Santamaría, Inés Arrimadas, Gabriela Serra i Marta Rovira). El capítol va ser el programa més vist del dia amb una quota de 25,4 percent.
La catorzena temporada va debutar el 13 de setembre de 2018. Els nous presidents de Catalunya i Espanya, Quim Torra (interpretat per Ivan Labanda) i Pedro Sánchez (interpretat per Pep Plaza), són dues de les cares més visibles durant la temporada. El 18 gener de 2019 s'ha realitzat el 500è capítol de Polònia.

## Estructura
Els esquetxos d'actualitat, que conformen el 70% del total del programa, són la base de Polònia. Els principals protagonistes d'aquests esquetxos són imitadors de la classe política catalana i estatal. En les primeres temporades, Toni Soler interrompia els gags amb el crit de «talleu, és bona», de manera que el bloc no arribava al final i els actors seguien imitant els polítics entre bambolines.
El programa també ha inclòs diverses seccions com:
- En el capítol anterior: resum de diferents gags de l'anterior programa.
- Avui fa 1 any / Polònia ara fa...: es mostra un gag que es va emetre originalment l'any anterior, o alguna altra temporada.
- Som una clonació: secció en la qual el personatge real s'enfrontava amb la seva imitació en una entrevista.
- Polonews: Telenotícies presentat per Matías Prats (Bruno Oro), Ramon Pellicer (Carlos Latre), Raquel Sans (Mireia Portas) o Miquel Calçada (Queco Novell), en el qual s'analitzava l'actualitat.
- Els 4 del Rushmore" català (temporada 12): competició entre diferents personatges històrics catalans, per ser elegits en un suposat equivalent de Monument Commemoratiu Nacional de Mont Rushmore. Els personatges eren interpretats per Marc Rodríguez.
- Grans dones de la història (temporada 16)
- Crèdits: mentre es mostren els crèdits, es mostren algunes de les pífies que s'han produït de forma espontània durant les gravacions del programa. En algunes temporades s'ha fet un gag extra, o s'ha ensenyat el making of del programa.

### Cameos
En quasi totes les temporades, Polònia ha apostat pels "cameos" de personatges públics (en la majoria de casos, polítics catalans de relleu), que s'incorporarien a alguns dels esquetxos al costat dels actors imitadors.

#### Temporada 1
| Data       | Cameo                    |
| ---------- | ------------------------ |
| 02/03/2006 | Josep Piqué              |
| 16/03/2006 | Xavier Trias             |
| 06/04/2006 | Manuela de Madre         |
| 13/04/2006 | Caterina Mieras          |
| 20/04/2006 | Artur Mas                |
| 27/04/2006 | Maria de la Pau Janer    |
| 27/04/2006 | Mònica Terribas          |
| 04/05/2006 | Joan Clos                |
| 11/05/2006 | Joaquim Nadal            |
| 18/05/2006 | Joan Saura               |
| 25/05/2006 | Josep-Lluís Carod-Rovira |
| 01/06/2006 | Ernest Benach            |
| 22/06/2006 | Gaspar Llamazares        |
| 06/07/2006 | José Montilla            |

#### Temporada 2
| Data       | Cameo                                |
| ---------- | ------------------------------------ |
| 14/09/2006 | Roberto de Assis                     |
| 14/09/2006 | Rudy Fernández                       |
| 21/09/2006 | Jordi Hereu                          |
| 05/10/2006 | Josep Antoni Duran i Lleida          |
| 12/10/2006 | Montserrat Tura                      |
| 19/10/2006 | Josep Cuní i Albert Om               |
| 26/10/2006 | El Sevilla                           |
| 16/11/2006 | Artur Mas                            |
| 24/11/2006 | Albert Rivera                        |
| 01/12/2006 | Santi Santamaria                     |
| 07/12/2006 | Abel Folk                            |
| 14/12/2006 | Antoni Castells                      |
| 11/01/2007 | Francesc Baltasar                    |
| 18/01/2007 | Xavier Bertrán (lo Cartanyà)         |
| 25/01/2007 | Mònica López                         |
| 08/02/2007 | Ferran Adrià i Carme Ruscalleda      |
| 01/03/2007 | Josep Huguet                         |
| 22/03/2007 | Ramon Pellicer                       |
| 29/03/2007 | Joan Manuel Tresserras               |
| 05/04/2007 | Marta Marco                          |
| 12/04/2007 | Gemma Mengual                        |
| 03/05/2007 | Roger de Gràcia                      |
| 14/06/2007 | Lluís Gavalda i Joan Reig (Els Pets) |
| 12/07/2007 | Pasqual Maragall                     |

#### Temporada 3
| Data       | Cameo            |
| ---------- | ---------------- |
| 11/10/2007 | Santi Millán     |
| 02/11/2007 | Toni Moog        |
| 29/11/2007 | Tortell Poltrona |
| 10/01/2007 | Judit Mascó      |
| 27/03/2008 | Gossos           |
| 17/04/2008 | Pepe Rubianes    |

#### Temporada 4
| Data       | Cameo          |
| ---------- | -------------- |
| 02/10/2008 | Barragán       |
| 30/10/2008 | Emili Manzano  |
| 27/11/2008 | Tricicle       |
| 30/04/2009 | Marc Parrot    |
| 14/05/2009 | Espartac Peran |

#### Temporada 5
| Data       | Cameo              |
| ---------- | ------------------ |
| 15/10/2009 | Roger de Gràcia    |
| 12/11/2009 | Tatiana Sisquella  |
| 03/12/2009 | Josep Maria Mainat |
| 03/12/2009 | Òscar Dalmau       |
| 06/04/2010 | Roger de Gràcia    |

#### Temporada 6
| Data       | Cameo                                                     |
| ---------- | --------------------------------------------------------- |
| 08/10/2010 | Albert Rivera                                             |
| 14/10/2010 | Joan Herrera                                              |
| 21/10/2010 | Alicia Sánchez-Camacho                                    |
| 28/10/2010 | Joan Puigcercós                                           |
| 04/11/2010 | José Montilla                                             |
| 11/11/2010 | Artur Mas                                                 |
| 07/04/2011 | Espartac Peran, Tomàs Molina, Pol Izquierdo i Javi Vergés |
| 26/05/2011 | Emili Manzano                                             |
| 02/06/2011 | Pol Izquierdo                                             |

#### Temporada 7
| Data       | Cameo                       |
| ---------- | --------------------------- |
| 22/09/2011 | Oriol Junqueras             |
| 29/09/2011 | Jordi Planas                |
| 06/10/2011 | Joan Coscubiela             |
| 13/10/2011 | Alfred Bosch                |
| 20/10/2011 | Jorge Fernández Díaz        |
| 26/10/2011 | Josep Antoni Duran i Lleida |
| 03/11/2011 | Joan Pera                   |
| 03/11/2011 | Carme Chacón                |
| 01/12/2011 | Martí Anglada               |
| 19/01/2012 | Núria Feliu                 |
| 26/01/2012 | Mag Lari                    |
| 23/02/2012 | Eduard Estivill             |
| 15/03/2012 | Jordi Évole                 |
| 05/07/2012 | Joan Tardà                  |

#### Temporada 8
| Data       | Cameo                           |
| ---------- | ------------------------------- |
| 01/11/2012 | Eduard Farelo                   |
| 13/12/2012 | Pilarin Bayés                   |
| 24/01/2013 | Joan Lluís Bozzo                |
| 31/01/2013 | Pilar Rahola                    |
| 16/05/2013 | Joan Roca                       |
| 13/06/2013 | Montserrat Carulla              |
| 20/06/2013 | Jaume Barberà i Jonathan Tepper |

#### Temporada 9
| Data       | Cameo |
| ---------- | --- |
| 03/10/2013 | Risto Mejide                                                                                             |
| 03/10/2013 | Clara Segura                                                                                             |
| 03/10/2013 | Òscar Dalmau                                                                                             |
| 03/10/2013 | Roger Coma, Jordi Bosch, Pep Cruz i Sergi Mateu                                                          |
| 03/10/2013 | Ferran Monegal, Martí Anglada, Raquel Sans, Albert Om, Mònica Terribas, Jordi Basté i Josep Maria Mainat |
| 10/10/2013 | Roger de Gràcia                                                                                          |
| 23/01/2014 | Aina Clotet, Mercè Martínez, Núria Gago i Mar Ulldemolins                                                |
| 27/02/2014 | Matthew Tree                                                                                             |
| 24/04/2014 | Jaume Barberà                                                                                            |
| 08/05/2014 | Núria Feliu                                                                                              |

#### Temporada 10
| Data       | Cameo                                      |
| ---------- | ------------------------------------------ |
| 23/10/2014 | Mercè Martínez                             |
| 13/11/2014 | Loulogio                                   |
| 27/11/2014 | Víctor Amela i Ferran Monegal              |
| 18/12/2014 | Carme Forcadell                            |
| 05/02/2015 | Teresa Gimpera, Jordi Évole i Òscar Dalmau |
| 05/03/2015 | Ivan Lagarto                               |
| 02/05/2015 | Xavi Torres                                |
| 04/06/2015 | Sergi Mateu                                |
| 02/07/2015 | David Fernández                            |

#### Temporada 11
| Data       | Cameo                |
| ---------- | -------------------- |
| 08/04/2016 | Josep Maria Mainat   |
| 08/04/2016 | Àngel Llàcer         |
| 08/04/2016 | Albert Guinovart     |
| 08/04/2016 | Ada Colau            |
| 08/04/2016 | Oriol Junqueras      |
| 08/04/2016 | Ferran Adrià         |
| 08/04/2016 | Inés Arrimadas       |
| 08/04/2016 | Pilar Rahola         |
| 08/04/2016 | Joan Tardà           |
| 08/04/2016 | Anna Gabriel         |
| 08/04/2016 | Pablo Iglesias       |
| 08/04/2016 | José Montilla        |
| 08/04/2016 | Miquel Iceta         |
| 08/04/2016 | Xavier García Albiol |
| 08/04/2016 | Artur Mas            |
| 08/04/2016 | Cesc Gay             |
| 08/04/2016 | Carles Puigdemont    |
| 02/06/2016 | Lloll Bertrán        |
| 16/06/2016 | Màrius Serra         |

#### Temporada 12
| Data       | Cameo                            |
| ---------- | -------------------------------- |
| 10/11/2016 | Jordi Labanda                    |
| 06/04/2017 | Isona Passola                    |
| 01/06/2017 | Helena García Melero             |
| 22/06/2017 | Roger de Gràcia i Empar Moliner  |
| 22/06/2017 | Els Amics de les Arts            |
| 29/06/2017 | Marta Pascal                     |
| 29/06/2017 | Miquel Iceta                     |
| 29/06/2017 | Carles Costa                     |
| 29/06/2017 | Inés Arrimadas                   |
| 29/06/2017 | Gabriel Rufián                   |
| 06/07/2017 | Enric Millo                      |
| 06/07/2017 | Helena Garcia Melero i Marc Giró |
| 06/07/2017 | Eulalia Reguant                  |
| 06/07/2017 | Lluís Marquina                   |
| 06/07/2017 | Xavier Domènech                  |

#### Temporada 13
| Data       | Cameo                                                                |
| ---------- | -------------------------------------------------------------------- |
| 26/04/2018 | Eloi Vila                                                            |
| 26/04/2018 | Marta Angelat, Pep Cruz, Jordi Diaz, Adrian Grösser i Mercè Martínez |
| 10/05/2018 | Marta Angelat, Pep Cruz, Roger Coma, Pilar Rahola i Gerard Quintana  |
| 07/06/2018 | Companyia Elèctrica Dharma                                           |
| 14/06/2018 | Hálldor Már                                                          |
| 21/06/2018 | Jaume Alonso-Cuevillas                                               |

#### Temporada 14
| Data       | Cameo                       |
| ---------- | --------------------------- |
| 04/10/2018 | Josep Cuní                  |
| 11/10/2018 | Agustí Forné                |
| 22/11/2018 | Òscar Dalmau i Òscar Andreu |
| 13/12/2018 | Josep Maria Farràs          |
| 21/03/2019 | Jordi Díaz i Anna Sahun     |

#### Temporada 15
| Data       | Cameo                                 |
| ---------- | ------------------------------------- |
| 28/11/2019 | Ricard Ustrell                        |
| 23/01/2020 | Joan Pera                             |
| 06/02/2020 | Ricard Torquemada                     |
| 27/02/2020 | Jair Domínguez i Lluís Jutglar (Peyu) |
| 21/05/2020 | Anna Rosa Cisquella i Pep Cruz        |

#### Temporada 16
| Data       | Cameo                 |
| ---------- | --------------------- |
| 15/10/2020 | Dani Ramírez          |
| 21/01/2021 | Xavi Canalias         |
| 28/01/2021 | Joan Lluís Bozzo      |
| 25/02/2021 | Paula Alòs            |
| 29/04/2021 | Peyu i Jair Domínguez |
| 06/05/2021 | David Verdaguer       |
| 20/05/2021 | Vicent Sanchís        |
| 10/06/2021 | Laura Borràs          |
| 24/06/2021 | Salvador Illa         |

#### Temporada 17
| Data       | Cameo                                                                                   |
| ---------- | --------------------------------------------------------------------------------------- |
| 16/09/2021 | Oriol Parreño                                                                           |
| 23/09/2021 | Àngel Llàcer                                                                            |
| 04/11/2021 | Pere Aragonès                                                                           |
| 04/11/2021 | Ivan Labanda                                                                            |
| 11/11/2021 | Laura Rosel                                                                             |
| 10/02/2022 | Roger de Gràcia                                                                         |
| 24/02/2022 | Montserrat Armengou                                                                     |
| 03/03/2022 | Josep Maria Argimon                                                                     |
| 10/03/2022 | Natza Farré                                                                             |
| 17/03/2022 | Miki Núñez                                                                              |
| 24/03/2022 | Roger Coma                                                                              |
| 21/04/2022 | Màrius Serra                                                                            |
| 28/04/2022 | Marc Clotet                                                                             |
| 02/06/2022 | Lildami                                                                                 |
| 16/06/2022 | Carles Porta                                                                            |
| 30/06/2022 | Cesc Fuentes "Triquell", Edu Esteve, Clara Sánchez "Scorpio" i Pedro da Costa (Eufòria) |

### Som una clonació

#### Temporada 1
| Data       | Personatge                  | Imitador       |
| ---------- | --------------------------- | -------------- |
| 16/02/2006 | Josep-Lluís Carod-Rovira    | Xavier Noms    |
| 23/02/2006 | Joan Saura                  | Cesc Casanovas |
| 02/03/2006 | Artur Mas                   | Bruno Oro      |
| 09/03/2006 | Montserrat Tura             | Gemma Deusedas |
| 16/03/2006 | Josep Piqué                 | Xavi Serrano   |
| 23/03/2006 | Ferran Adrià                | Cesc Casanovas |
| 30/03/2006 | Josep Antoni Duran i Lleida | Xavi Serrano   |
| 06/04/2006 | Xavier Trias                | Queco Novell   |
| 13/04/2006 | Alberto Fernández Díaz      | Pau Miró       |
| 27/04/2006 | Mònica Terribas             | Agnès Busquets |
| 11/05/2006 | Joan Clos                   | Queco Novell   |
| 18/05/2006 | Joaquim Nadal               | Cesc Casanovas |
| 06/07/2006 | José Monitlla               | Sergi Mas      |

#### Temporada 3
| Data       | Personatge      | Imitador       |
| ---------- | --------------- | -------------- |
| 07/02/2008 | Joan Ridao      | David Olivares |
| 14/02/2008 | Joan Herrera    | Xavi Serrano   |
| 21/02/2008 | Dolors Nadal    | Agnès Busquets |
| 28/02/2008 | Carme Chacón    | Mireia Portas  |
| 27/03/2008 | Marina Geli     | Agnès Busquets |
| 03/04/2008 | Mari Pau Huguet | Mireia Portas  |
| 24/04/2008 | Daniel Sirera   | Carlos Latre   |
| 01/05/2008 | Pilar Rahola    | Cesc Casanovas |
| 08/05/2008 | Jordi Hereu     | David Olivares |
| 15/05/2008 | Justo Molinero  | Carlos Latre   |
| 22/05/2008 | Oriol Pujol     | Queco Novell   |
| 29/05/2008 | Ramon Pellicer  | Carlos Latre   |
| 26/06/2008 | Josep Cuni      | Queco Novell   |

#### Temporada 4
| Data       | Personatge             | Imitador       |
| ---------- | ---------------------- | -------------- |
| 12/02/2009 | Quim Monzó             | Pep Plaza      |
| 19/02/2009 | Tomàs Molina           | David Olivares |
| 26/02/2009 | Alicia Sánchez-Camacho | Agnès Busquets |
| 26/03/2009 | Ferran Monegal         | Jordi Ríos     |
| 30/04/2009 | Raquel Sans            | Mireia Portas  |
| 04/06/2009 | Celestino Corbacho     | Carlos Latre   |

#### Temporada 8
| Data       | Personatge      | Imitador       |
| ---------- | --------------- | -------------- |
| 17/01/2013 | Jordi Basté     | Pep Plaza      |
| 31/01/2013 | David Fernández | Cesc Casanovas |
| 21/03/2013 | Irene Rigau     | Agnès Busquets |
| 11/04/2013 | Àngel Ros       | Toni Albà      |
| 18/04/2013 | Oriol Junqueras | Cesc Casanovas |
| 06/06/2013 | Alfred Bosch    | Toni Albà      |

#### Temporada 9
| Data       | Personatge     | Imitador       |
| ---------- | -------------- | -------------- |
| 06/03/2014 | Pere Gimferrer | Cesc Casanovas |

#### Temporada 10
| Data       | Personatge   | Imitador     |
| ---------- | ------------ | ------------ |
| 29/01/2015 | Miquel Iceta | Ivan Labanda |

## Producció

### Influències
Polònia és vist sovint com un programa hereu del britànic Spitting Image i del francès Les Guignols de l'info, malgrat que les imitacions les realitzen actors disfressats i no titelles. El mateix Toni Soler, director del programa, ha admès públicament la seva admiració pel programa britànic.

### Temporades
13 temporades van ser produïdes fins a la primavera de 2018. Una temporada comença normalment al setembre i s'acaba al final de juny o a l'inici de juliol, amb recomptes i suplementaris i programes especials després o abans.
| Temporada   | Capítols (dates)            | Quota d'audiència | Audiència | Notes |
| ----------- | --------------------------- | ----------------- | --------- | --- |
| 1. 2006     | #1–21 (16 feb.–6 jul.)      | 25,5%             | 728.000   | |
| 2. 2006–07  | #22–60 (14 set.–12 jul.)    | 30,6%             | 977.000   | L'audiència rècord de novembre de 2007 va ser 32,3% i 1,1 milions d'espectadors.                                             |
| 3. 2007–08  | (13 set.–10 jul.)           |                   |           | |
| 4. 2008–09  | (18 set.–9 jul.)            |                   |           | |
| 5. 2009–10  | (17 set.–29 jul.)           |                   |           | El capítol del 4 de febrer tenia 1,023 milions d'espectadors.                                                                |
| 6. 2010–11  | (16 set.–7 jul.)            | 20,2%             | 626.000   | Un capítol al setembre de 2010 tenia 24,1% d'espectadors.                                                                    |
| 7. 2011–12  | (15 set.–5 jul.)            |                   |           | |
| 8. 2012–13  | (13 set.–20 jun.)           | 21,7% (jan. 2013) | 754.000   | |
| 9. 2013–14  | (12 set.–3 jul.)            |                   |           | El capítol del 10 d'octubre va ser el de #300.                                                                               |
| 10. 2014–15 | (18 set.–9 jul.)            | 17,3% (oct. 2014) |           | |
| 11. 2015–16 | (17 set.–30 jun.)           | 19,9% (nov. 2015) | 626.000   | |
| 12. 2016–17 | (15 set.–22 jun.)           | 16,0%             |           | El capítol de del 30 de març tenia 477.000 d'espectadors.                                                                    |
| 13. 2017–18 | (14 set.–21 jun.; #447–484) | 21,2%             |           | El capítol del 26 d'octubre (el dia abans de la reclamació de la República Catalana) va tenir 952.000 d'espectadors (30,4%). |
| 14. 2018–19 | (13 set.–27 jun.; #485–522) | 23,1%             |           | |
| 15. 2019–20 | (12 set.–18 jun.; #523–559) | 20,6%             |           | |
| 16. 2020–21 | (17 set.–24 jun.; #560–597) | 21,2% (feb. 2021) |           | |
| 17. 2021–22 | (16 set.–30 jun.; #598–635) | 18,0%             |           | |
| 18. 2022–23 | (15 set.–22 jun.; #636–673) |                   |           | |
| 19. 2023–24 | (14 set.–20 jun.; #674–710) |                   |           | |
| 20. 2024-25 | (12 set.–??.; #711–???)     |                   |           | |

### Llibres

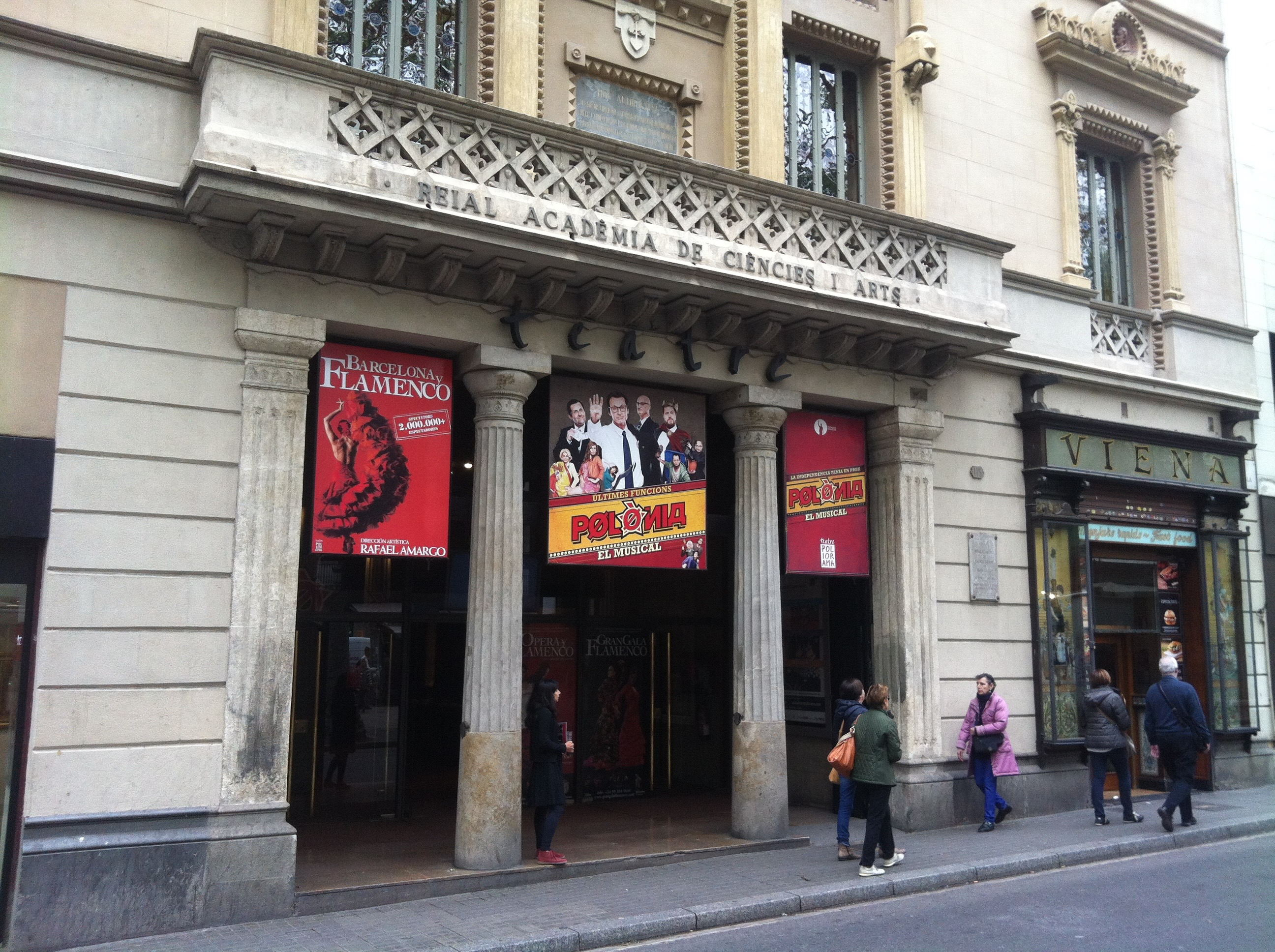
Polònia el Musical

L'equip del programa ha editat diversos llibres:
- El llibre mediàtic de Polònia, editat per l'editorial Columna amb textos de Toni Soler, Queco Novell, Manel Lucas, Joan Rufas, Jordi Ventura, Pau Escribano. Tret al mercat el Sant Jordi del 2007 inclou una fitxa de tots els personatges, guions que no van arribar mai a veure la llum, les receptes del personatge de Ferran Adrià, el «diari íntim» de Pasqual Maragall, les claus de la caracterització dels personatges, un test per a veure si ets un veritable polonès, la història de Minoria absoluta i el Polònia i un DVD amb esquetxos comentats per Toni Soler, Queco Novell i Manel Lucas. El llibre fou prologat per Empar Moliner.
- Cabòries. La volta al Polònia en 80 gags, Columna, 2008.
- Polònia. Tenim un problema, Columna, 2008.
- Visc a Polònia. El nou costumari català, Columna, 2010.
- Polònia independent, Columna, 2013.
- El llibre blanc del Polònia, Ara Llibres, 2021

## Popularitat i reconeixement

### Audiencia i reaccions
El programa s'ha mantingut com un dels pilars de la graella de TV3. En les tres primeres temporades van tancar per sobre dels 700.000 espectadors i el 25% de quota de pantalla. Durant els anys següents, l'audiència es va mantenir en més de mig milió de seguidors i el 17% de quota.
L'onzena temporada va millorar amb un 19% de mitjana de quota.
Un signe de l'impacte de Polònia i de Crackòvia són les actuacions dels seus imitadors en altres programes de TV3 on, per exemple, s'han mostrat com presentadors a les campanades de l'any nou almenys tres vegades – 2008, 2010 i 2011.
La importància de Polònia també mostra a través de les locucions utilitzades per als polítics imitats al programa, on aquestes locucions van ser reutilitzades fora del plató. Aquí hi ha exemples com "Que cabron!" (Pasqual Maragall) i "Guapo!" (Artur Mas), així com "Talleu! És bona!" (enunciat per Toni Soler, imitant-se a si mateix com a director dels esquetxos davant de la camera.

### Premis i reconeixements
- Premi de l'Acadèmia de la Televisió al millor programa autonòmic d'entreteniment del 2006.
- Premi Ondas 2007 al millor programa de televisió local.
- Premi Protagonistas 2007 al millor programa de televisió.
- Premi Bones Pràctiques de Comunicació no Sexista de Associació de Dones Periodistes de Catalunya, 2011.[44]
- Premi Zapping 2012 al millor espai d'entreteniment[45]
- Premi Internacional d'Humor Gat Perich 2016.
- Premi Nacional de Comunicació 2021 en la categoria de televisió.[46]